# مثلث آهنی

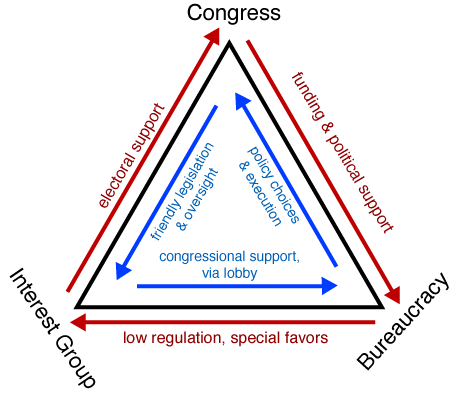
نمودار مثلث آهنی

در سیاست ایالات متحده، مثلث آهنی لفظی است که در علوم سیاسی برای توصیف رابطه سیاست‌گذاری بین کمیته‌های کنگره، بوروکراسی اجرایی (یا سازمانهای دولت) و گروه‌های ذی‌نفوذ به کار می‌رود.
مثلاً در دولت فدرال سه طرف عبارتند از کمیته‌های کنگره، که مسئول برنامه‌ها و عملیات بودجه دهی دولت و سپس نظارت بر آنند، سازمان‌های فدرال که مسئول تنظیم صنایع تحت تأثیر آنند، و آخر از همه خود صنایع، و همچنین انجمن‌های تجاری و گروه‌های لابی‌گر که از این عملیات و برنامه‌ها سود می‌برند یا در پی سود بردن از آنهایند.
شاید اولین مفهوم مثلث آهنی در ۱۷ ژانویه ۱۹۱۹ توسط راف پولیتزر به کار رفت. پس از جنگ جهانی اول بود که او دربارهٔ کنفرانس صلح پاریس و روابط نوین بین متفقین نوشت:
سه نیرو برای چنین صلح منحوسی تلاش می‌کنند: ۱- بوربونیسم سیاسیون، ۲ ماتریالیسم صنعت؛ ۳- میلیتاریسم سربازان حرفه‌ای… و «اگر اجازه داده شود کنفرانس صلح به جای ملل بین دولتها بماند، محکوم به انحطاط است»
نمونه‌ای از این واژه اشاره به مجتمع نظامی صنعتی است، که در آن کنگره (و کمیته‌های نیروهای مسلح مجلس نمایندگان و سنا) وزارت دفاع آمریکا و پیمانکاران دفاعی مثلث آهنی را شکل می‌دهند.